# Тушпуеа
Тушпуеа (урарт. Dṭu-uš-pu-e-a) — женское божество урартского пантеона, супруга бога Шивини.
Согласно урартским клинописным текстам жертвоприношение для богини Тушпуеа должно было составлять одну корову и одну овцу. 
Центром культа бога Шивини вероятно являлась столица Урарту, город Тушпа, возможно этимологически связанная с именем супруги Шивини, богини Тушпуеа. Есть также обоснованное предположение, что культ Шивини и Тушпуеа сопровождался церемониманиями, связанными с использованием котлов. Такие вероятно часто были украшены бронзовыми крылатыми фигурками Шивини и Тушпуеа. 
| |  |  |
| Слева: Урартский котёл с украшениями предположительно изображающими бога Шивини, Музей анатолийских цивилизаций, Анкара. Вверху: Украшения урартских котлов предположительно в виде богини Тушпуеа, Археологический музей Стамбула. |  |  |